# Kamil Glik
Kamil Jacek Glik (născut la 3 februarie 1988) este un fotbalist profesionist polonez care joaca in momentul de fata la MKS Cracovia din prima liga poloneza. Este membru al echipei naționale a Poloniei.

## Viața personală
Kamil Glik are un bunic care s-a născut în Silezia Superioară și, prin urmare, are cetățenie germană. În limba germană și în pașaportul german, numele său este scris Glück. El are o fiică cu soția lui Marta, pe care a întâlnit-o în școala elementară. Cuplul locuiește în Torino.
În 2013, rapperul italian Willie Peyote i-a dedicat o melodie intitulată „Glik”.

## Cariera la club

### Începutul carierei
Și-a început cariera la echipele de tineret MOSiR Jastrzębie Zdrój și WSP Wodzisław Śląski, apoi a fost împrumutat la LKS Silezia Lubomia. În 2006 s-a mutat de la WSP Wodzisław Śląski la Horadada în Spania, unde a fost observat de către Real Madrid și înregistrat la echipa "C". El a jucat acolo timp de două sezoane, până în 2008.
Pe 6 august 2008, a semnat un contract pe patru ani cu echipa Piast Gliwice din Prima Ligă Poloneză. Și-a făcut debutul pe 30 august 2008, când a intrat pe teren din postura de rezervă. Ulterior, el a devenit titular. El a jucat 26 de meciuri în primul său sezon la club, și a marcat 2 goluri în 28 de jocuri în sezonul 2009-10.

### Palermo
La sfârșitul sezonului, Palermo i-a făcut o ofertă; pe 7 iulie 2010 a semnat cu clubul sicilian, cu care a semnat un contract pe cinci ani. Transferul a fost finalizat de către Lega Serie A după șapte zile.
Și-a făcut debutul pentru Rosaneri în play-off-ul UEFA Europa League 2010-2011 împotriva echipei slovene Maribor (meci câștigat cu 3-0), începând meciul ca titular . Acesta a fost, de asemenea, debutul oficial într-o competiție europeană.

#### Bari (împrumut)
Pe 28 decembrie Palermo l-a împrumutat la Bari până la sfârșitul sezonului, mutare puternic susținută de antrenorul Giampiero Ventura. Contractul a fost semnat pe 4 ianuarie 2011, și după reluarea ligii, 6 ianuarie, Glik a fost titular în derby-ul Puglia, Lecce Bari (0-1), debutând astfel în Serie A. La Galletti a fost titular, a jucând 16 meciuri în campionat și unul în Coppa Italia. În etapa a 35-a, în meciul lui Bari cu AS Roma (2-3), a încasat un cartonaș roșu care efectiv i-a încheiat sezonul. El a revenit la Palermo, dar nu a fost păstrat.

### Torino

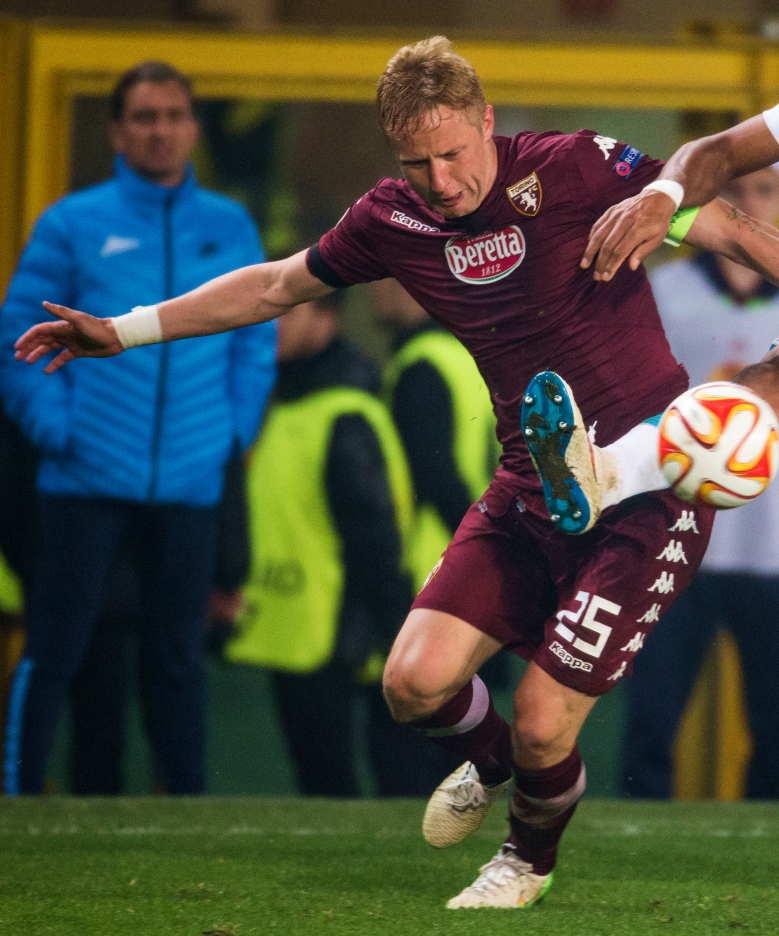
Glik în calitate de căpitan al Torino în 2015

Pe 12 iulie 2011, s-a transferat la Torino, din Serie B, pentru 300.000 euro.
A debutat pe 13 august în Lumezzane, (1-0) în al doilea tur din Coppa Italia, în care a jucat ca titular. El a marcat primul său gol în etapa a 34-a, în meciul Torino, Reggina, mai târziu, suspendat din cauza vremii nefavorabile (la reluarea meciului rezultatul a rămas același). La sfârșitul sezonului, el a promovat în Serie A, după ce a jucat 23 jocuri în ligă (marcând 2 goluri) și unul în Coppa Italia.
Pe 31 octombrie 2012 a marcat primul său gol în Serie A, în a zecea zi a ligii, în deplasarea de la Lazio, deschizând scorul cu o lovitură de cap în urma unui corner. Meciul s-a terminat 1-1. El a jucat primul său derby în sezonul 2012-13, primind două cartonașe în două derbiuri (fiind primul jucător din istoria ligii pentru a fi trimise în ambele meciuri derby) și a devenit un idol al fanilor torinezi. Pe 20 iunie, Torino a achitat 1,5 milioane de euro pentru restul procentelor rămase la Palermo.

În sezonul 2013-14 Glik a fost numit căpitan al echipei după plecarea lui Rolando Bianchi. Pe data de 9 decembrie 2013 a marcat golul victoriei, 1-0, contra lui Lazio, în Torino. El a încheiat sezonul cu 34 de meciuri în Serie A – care s-a încheiat cu Torino calificată în UEFA Europa League, dar echipa nu a primit licența pentru meciuri europene. A marcat două goluri, și a jucat un meci în Coppa Italia. Pe 25 mai 2014 și-a reînnoit contractul până în 2017.

### La națională
A fost convocat de selecționerul Poloniei, Adam Nawałka, la Campionatul European de Fotbal din 2016.
| 2010  | 7  | 1 |
| 2011  | 4  | 0 |
| 2012  | 4  | 1 |
| 2013  | 7  | 0 |
| 2014  | 7  | 1 |
| 2015  | 8  | 0 |
| 2016  | 13 | 0 |
| 2017  | 5  | 1 |
| Total | 55 | 4 |